# Haat me
Haat me is een lied van de Nederlandse zangeres Emma Heesters. Het werd in 2024 als single uitgebracht.

## Achtergrond
Haat me is geschreven door Carlos Vrolijk en Brahim Fouradi en geproduceerd door Project Money. Het is een nummer dat past in het genre nederpop. In het lied zingt de zangeres erover hoe ze in haar vorige relatie vreemd is gegaan en toont ze haar schuldgevoel. Ze vraagt in het lied aan de ander of hij haar wil haten, want ze wil de pijn voelen van de fout die ze heeft begaan.

## Hitnoteringen
De zangeres had weinig succes met het lied in Nederland. Er was geen notering in de Single Top 100 en ook de Top 40 werd niet behaald. Bij laatstgenoemde kwam het wel tot de negende plaats van de Tipparade.